# 17486 Годлер
17486 Годлер (17486 Hodler) — астероїд головного поясу, відкритий 10 вересня 1991 року.
Тіссеранів параметр щодо Юпітера — 3,269.